# Sotìr Ferrara
Pour les articles homonymes, voir Ferrara.
Sotìr Ferrara, né le 5 décembre 1937 à Piana degli Albanesi dans la province de Palerme en Sicile et mort dans cette commune le 25 novembre 2017, est un prélat catholique italien, éparque de Piana degli Albanesi de 1988 à 2013.

## Biographie
Né à Piana degli Albanesi en 1937, Sotìr Ferrara est ordonné prêtre en 1961.
Nommé le 15 octobre 1988 par le pape Jean-Paul II éparque de Piana degli Albanesi, il reçoit la consécration épiscopale en la cathédrale de Piana degli Albanesi des mains de Miroslav Stefan Marusyn, secrétaire de la Congrégation pour les Églises orientales, le 15 janvier 1989.
Au sein de la Conférence épiscopale italienne, il est membre de la Commission pour l'œcuménisme et le dialogue.
Le 8 avril 2013, le pape François accepte sa démission pour limite d'âge.